# Jewsekzija
Jewsekzija (russische Abkürzung für jewrejskaja sekzija, russisch евсекция, еврейская секция. dt. Jüdische Sektion) war die 1918 organisierte und bis 1930 existierende Jüdische Sektion der Kommunistischen Partei Russlands.
Im Februar 1918 wurde Semen Dimanstejn Leiter des Kommissariats für jüdische nationale Angelegenheiten; Anfang Juli 1918 wurden die Vertreter der nichtkommunistischen Parteien aus dem jüdischen Kommissariat ausgeschlossen und in dessen Rahmen kommunistische Sektionen (in russischer Sprache als Jewsekzija genannt) geschaffen. Im Oktober folgte dann die Einrichtung der „Jewsekzija“, als nationale Sektion für die jüdischen Angelegenheiten. Die nationalen Sektionen dienten vor allem dazu, „die bolschewistische Agitation und Propaganda an bestimmte Nationalkulturen – wie z. B. der jüdischen – zu adaptieren.“ Die Aktivisten der Jewsekzija rekrutierten sich hauptsächlich aus dem Bund und der Vereinigten Jüdischen Sozialistischen Arbeiterpartei.
Unter Führung der Jewsekzija und ihrer regionalen Organisationen wurde ab 1918 der jüdischen Religion der Kampf angesagt; so wurde die hebräische Sprache 1919 verboten, das Jiddische (als Sprache der Volksmassen) weiter geduldet, „jedoch unter der Prämisse, dass es keine eigenständige, nationale Bedeutung haben sollte“. „Ihre Aufgabe bestand darin, die jüdische Bevölkerung so zu integrieren, daß sie politisch bolschewisiert und sozial sowjetisiert werden konnte. Die Juden sollten sich nicht länger als Teil des weltweiten Judentums, sondern als Teil der sowjetischen Völker verstehen.“ In der Jewsekzija herrschte jedoch Uneinigkeit über die Frage, „ob man (insbesondere angesichts des Verbots der sozialistischen und zionistischen jüdischen Organisationen nach 1921) an deren Stelle jiddisch-säkulare Bildung verbreiten sollte oder die jüdische Kultur und Religion als solche bekämpfen sollte.“
1920 begann die Jewsekzija eine Kampagne gegen das noch kaum existierende jüdische Bürgertum und die Rabbiner zu organisieren; in der Folge wurden Synagogen geplündert, geschlossen „und zu Keimstätten sozialistischer Kultur umfunktioniert.“ Der Zionismus wurde zu einer gefährlichen und subversiven Doktrin erklärt und nach Beobachtung Isaac Deutschers am vehementesten von den jüdischen Kommunisten in der Jewsekzija bekämpft. Ein Schauprozess, auf den die Jewsekzija 1920 hingearbeitet hatte, wurde vom ZK der KPdSU nicht genehmigt. Seit Mitte der 1920er Jahre wurden mit Unterstützung der Jewsekzija jüdische Agrar-Kooperativen gegründet. Die Leiter der Jewsekzija wurden während der großen Stalinschen Säuberungen 1936 bis 1938 verhaftet, in den Gulag geschickt oder zum Tod durch Erschießen verurteilt.
Mordechai Altschulers 1980 veröffentlichtes Buch „Die Jewsekzija in der Sowjetunion (1918–1930): Internationalismus für den Kommunismus“ befasst sich mit der Geschichte der jüdischen Sektion der KPdSU im angegebenen Zeitraum. Ihre Aktivisten waren Jiddischisten und Antizionisten. Trotzdem betrachtet Altschuler die Jewsekzija als jüdische Nationalbewegung, deren Vertreter unter antizionistischer Anpassung den Fortbestand der jüdischen Existenz auf der Grundlage der jiddischen und säkularen jüdischen Kultur forderten.